# Gorazd Jurkovič
Gorazd Jurkovič, slovenski častnik, * 7. oktober 1960, Grosuplje.

## Vojaška kariera
- povišan v polkovnika (18. maj 2001)

## Odlikovanja in priznanja
- spominski znak ob deseti obletnici vojne za Slovenijo (9. julij 2002)